# 強羅車站

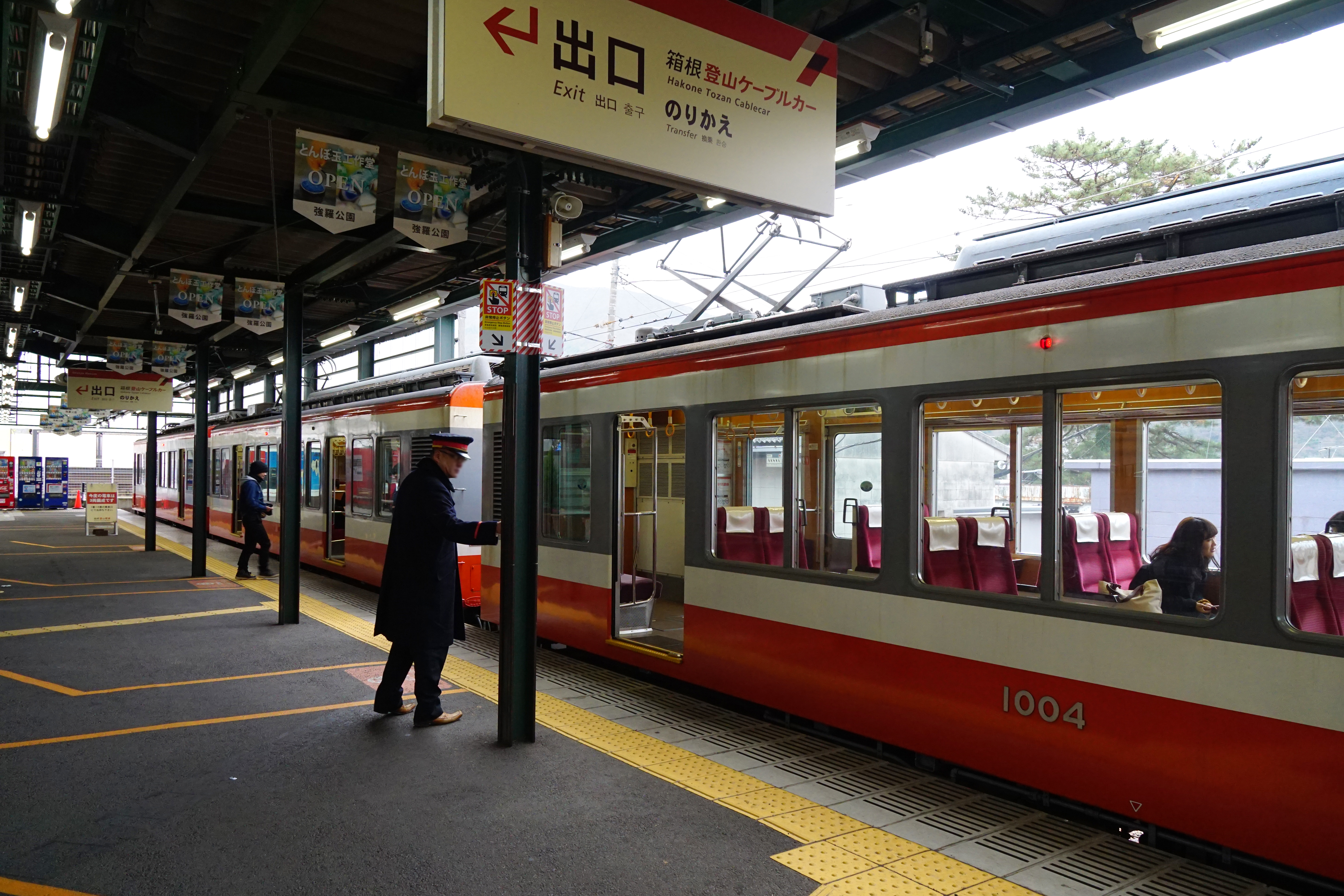
鐵道線

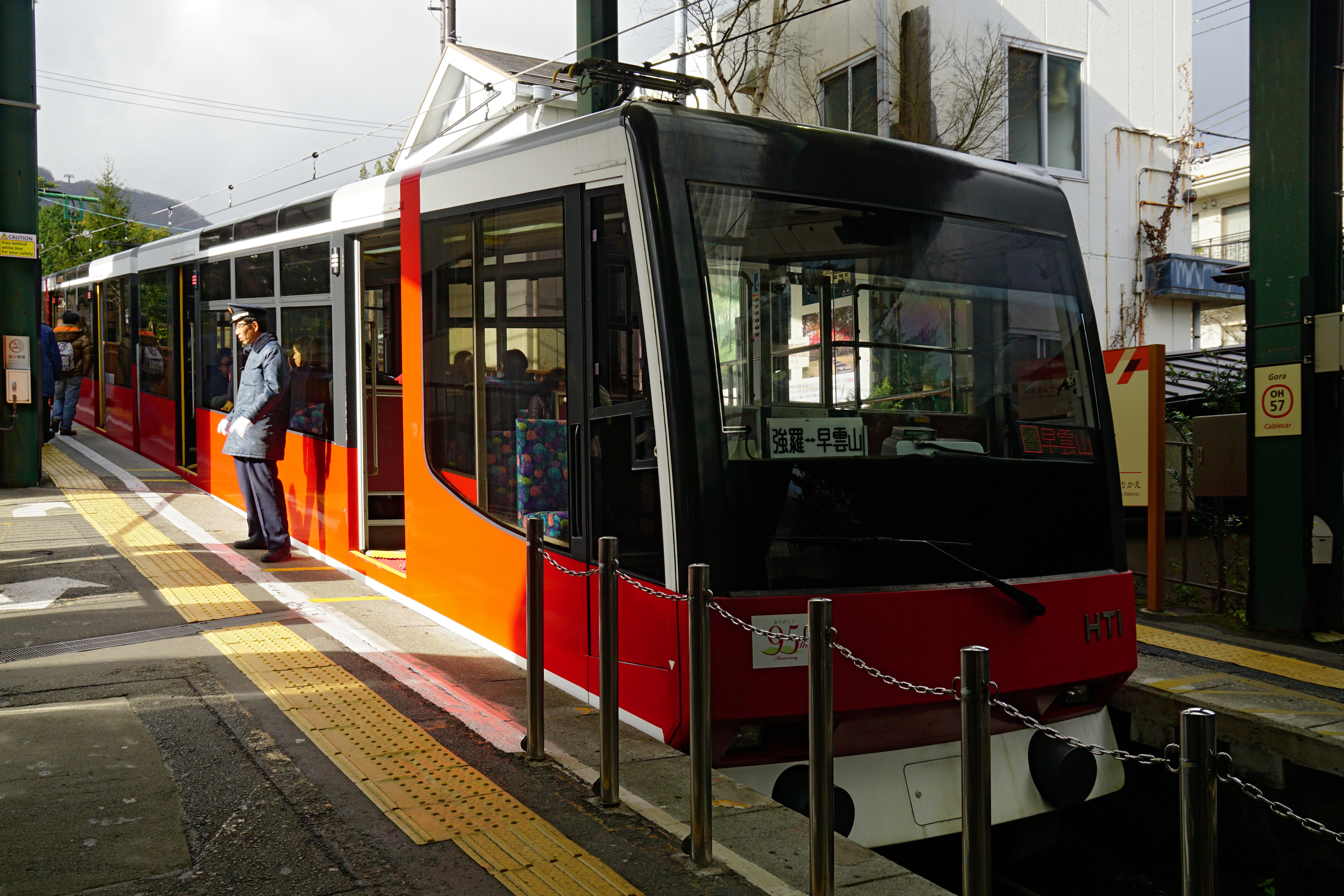
鋼索線

強羅車站（日语：／ Gōra eki */?）是位於神奈川縣足柄下郡箱根町強羅，屬於小田急箱根的鐵路車站。車站編號是OH 57。

## 概要
強羅車站是小田急箱根轄下的鐵道線和鋼索線（有軌纜車）的轉車站，由於兩線並不互通，乘客必須在此站進行轉乘，而在小田急箱根管轄範圍內的車站或自動售票機購票，皆可購買直通鐵道線和鋼索線的車票。
建站時原來的標高為553米，2013年經再次勘定高度後更改為541米。1997年，入選為第一屆關東車站百選。

## 車站結構

### 鐵道線
設有同一方向的側式月台2個，其中1號月台現為頭端式月台，從站務室右側起向右伸延，為開始至今的原來月台；現時只供下車之用。2號月台為1997年改建時所增設的月台，將原來1號月台的後端部份路軌（即由站務室起至最盡頭部份）改成為新月台，再利用原來位於中間的備用軌道作為新月台軌道。
| 月台 | 路線         | 方向         | 目的地       | 備註         |
| ---- | ------------ | ------------ | ------------ | ------------ |
| 1    | 箱根登山電車 | 下車專用月台 | 下車專用月台 | 下車專用月台 |
| 2    | 箱根登山電車 | 上行         | 箱根湯本方向 | 主要發車月台 |

### 鋼索線
與鐵道線2號月台成「T」字關係，設有側式月台2個，但只有1條條道，設於2個月台中央。由鐵道線2號月台前往，左側為上車月台，右側為下車月台。
| 月台 | 路線         | 方向         | 目的地       | 備註         |
| ---- | ------------ | ------------ | ------------ | ------------ |
| 北側 | 箱根登山纜車 | 下車專用月台 | 下車專用月台 | 下車專用月台 |
| 南側 | 箱根登山纜車 | 下行         | 早雲山方向   | 上車月台     |

## 歷史
- 1919年6月1日：鐵道線車站開業。
- 1921年12月1日：鋼索線開業，當時稱為「下強羅站」。
- 1922年7月1日：鋼索線站名改稱為「強羅站」[4]。
- 1944年2月11日：受不要不急線法令影響，鋼索線須暫時停止營運。
- 1950年7月1日：鋼索線重新營業。
- 1977年4月16日：第二代站舎改建完成故用。
- 1997年：獲選為關東車站百選之一，原因為「具瑞士山小屋風格的車站，與周邊的自然景色十分配合」。
- 2019年10月12日：因強烈颱風哈吉貝（颱風19號）挾帶的豪雨，造成土石流與山體滑坡，導致本站與箱根湯本站之間路段嚴重受損而停駛[5]。
- 2020年7月23日：因強烈颱風哈吉貝（颱風19號）造成的損壞完成修復，全線恢復運行[6]。

## 使用情況
| 年度   | 鐵道線 | 鋼索線 | 來源   |
| ------ | ------ | ------ | ------ |
| 1998年 | 2,521  | 2,879  | [ 7 ]  |
| 1999年 | 2,429  | 2,768  | [ 8 ]  |
| 2000年 | 2,392  | 2,625  | [ 8 ]  |
| 2001年 | 2,415  | 2,516  | [ 9 ]  |
| 2002年 | 2,217  | 2,576  | [ 9 ]  |
| 2003年 | 2,742  | 2,486  | [ 10 ] |
| 2004年 | 2,474  | 2,264  | [ 10 ] |
| 2005年 | 2,758  | 2,113  | [ 11 ] |
| 2006年 | 2,827  | 2,128  | [ 11 ] |
| 2007年 | 2,851  | 2,497  | [ 12 ] |
| 2008年 | 2,674  | 2,710  | [ 12 ] |

## 其他
在車站內曾經展示過一些退役的舊車廂，包括有稱為「魚菜電車」的ユ1形電聯車及モハ3形電聯車，可惜因外殼過度腐蝕，於1999年被拆解運走，原址現改為巴士調度場。

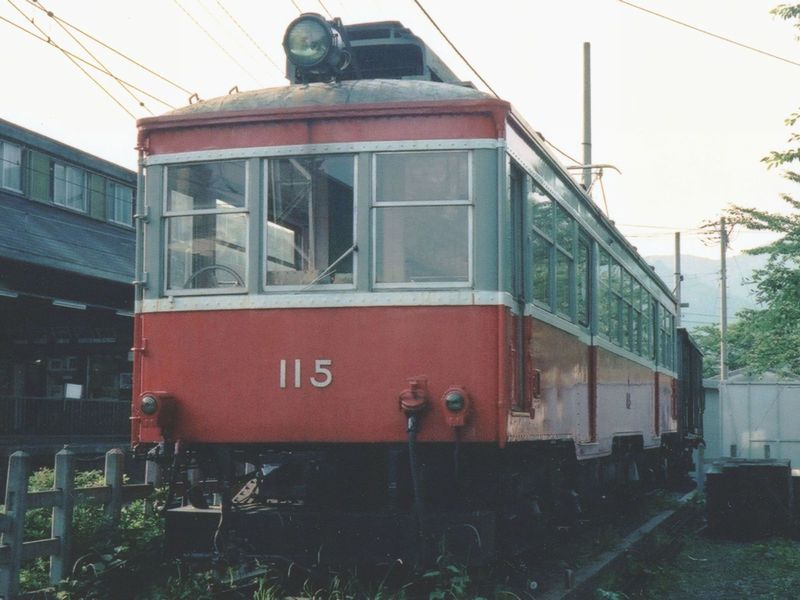
已拆解的Moha 3形115號電聯車廂。
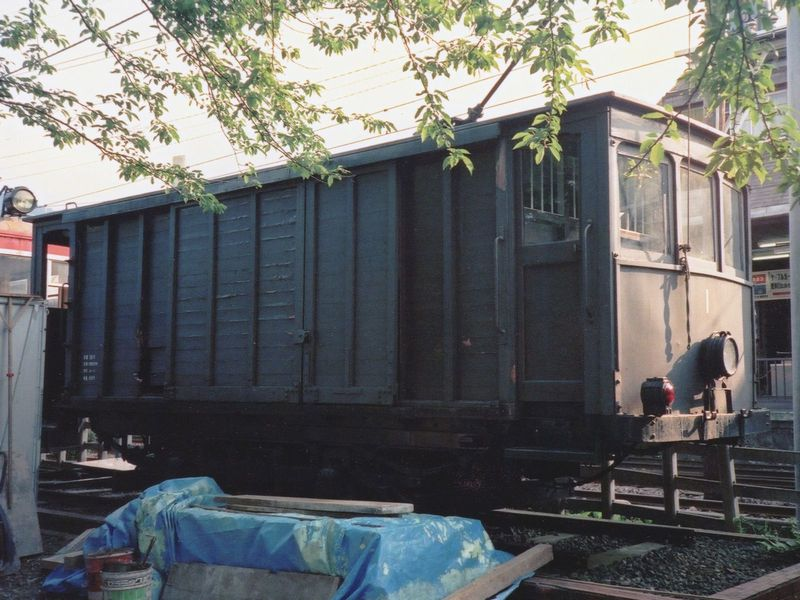
已拆解的Yu 1形電聯車廂（魚菜電車）。
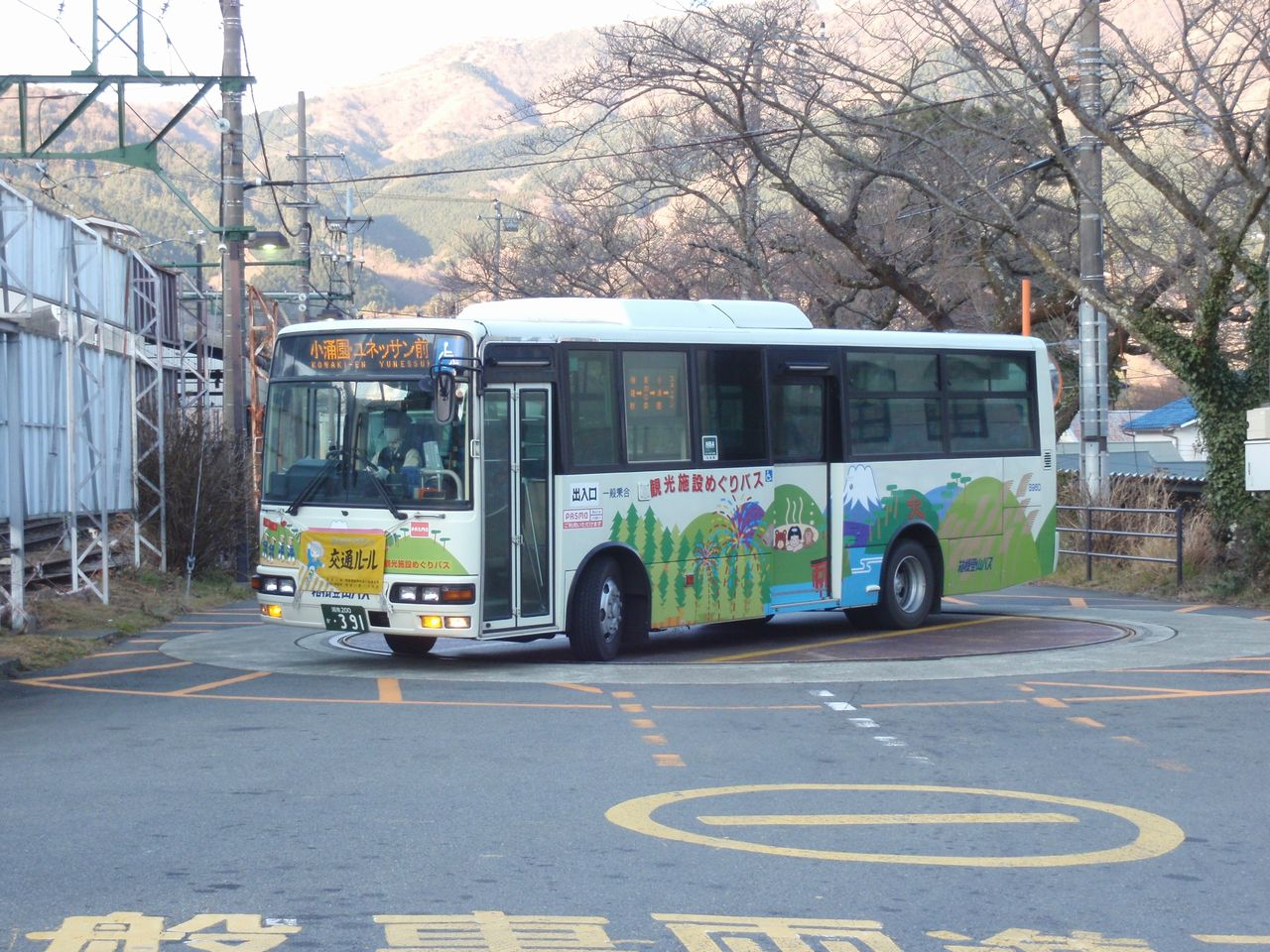
現址已改為巴士調度場。

## 相鄰車站
小田急箱根
 鐵道線（箱根登山電車）
雕刻之森（OH 56）－強羅（OH 57）
 鋼索線（箱根登山纜車）
強羅（OH 57）－公園下（OH 58）

## 外部連結
- 強羅站 （页面存档备份，存于） - 小田急箱根